# Ptinus interruptus
Ptinus interruptus là một loài bọ cánh cứng trong họ Ptinidae. Loài này được LeConte miêu tả khoa học năm 1857.